# Death Before Dishonour
Death Before Dishonour (в пер. англ. Смерть предпочтём бесчестию) — пятый студийный альбом шотландской панк-рок-группы The Exploited, вышедший 15 апреля 1987 года на лейбле Rough Justice Records, на котором также записывались их коллеги — группа G.B.H..

## Об альбоме
Death Before Dishonour — первый альбом группы, записанный в стиле кроссовер-трэш.
На обложке альбома изображена Маргарет Тетчер в объятиях смерти.
19 июня 2001 года альбом был переиздан компанией Spitfire Records и включил в себя дополнительные семь треков.

## Список композиций
1. «Anti-UK» — 3:03
2. «Power Struggle» — 3:34
3. «Scaling The Derry Wall» — 3:59
4. «Barry Prossitt» — 3:50
5. «Don’t Really Care» — 3:12
6. «No Forgiveness» — 3:36
7. «Death Before Dishonour» — 3:05
8. «Adding To Their Fears» — 2:40
9. «Police Informer» — 2:42
10. «Drive Me Insane» — 3:44
11. «Pulling Us Down» — 4:16
12. «Sexual Favours» — 3:40

### Бонус-треки на CD
1. «Drug Squad Man» — 4:17
2. «Privicy Invasion» — 3:50
3. «Jesus Is Dead» — 3:20
4. «Politicians» — 2:31
5. «War Now» — 3:56
6. «United Chaos and Anarchy» — 4:14
7. «Sexual Favours» (Dub Version) — 3:47

## Участники записи
- Уотти Бьюкэн — вокал
- Ниг — гитара
- Тони Лочил — бас
- Вилли Бьюкэн — барабаны, гитара
- The Pimmels (Кев Хаммер, Капт. Скарлет, Джим Приммел) — бэк-вокал
- Раста Дэб, Трэйси, Кэти — бэк-вокал (композиция «Sexual Favours»)